# Tyrissa carola
Tyrissa carola là một loài bướm đêm trong họ Erebidae.